# Rockabill to Dalkey Island SAC
Rockabill to Dalkey Island SAC este o arie protejată (arie specială de conservare — SAC, sit de importanță comunitară — SCI) din Irlanda întinsă pe o suprafață de 27.285,88 ha, integral marine.

## Localizare
Centrul sitului Rockabill to Dalkey Island SAC este situat la coordonatele 53°25′31″N 6°01′23″W / 53.425198°N 6.023103°V.

## Înființare
Situl Rockabill to Dalkey Island SAC a fost declarat sit de importanță comunitară în septembrie 2011 pentru a proteja 4 specii de animale. Situl a fost protejat și ca arie specială de conservare în martie 2019.

## Biodiversitate
Situată în ecoregiunea atlantică, aria protejată conține 1 habitat natural: Recifuri.
La baza desemnării sitului se află mai multe specii protejate de  mamifere (4): Halichoerus grypus, focă obișnuită (Phoca vitulina), marsuin (Phocoena phocoena), delfin mare (Tursiops truncatus).